# 安德烈·德米特里耶夫
安德烈·弗拉基米罗维奇·德米特里耶夫（1981年5月12日—））白俄罗斯社会活动家、政治家，2020年白俄罗斯总统选举候选人之一。他是“讲真话”运动的现任联席主席，该运动以对亚历山大·卢卡申科威权统治的批评而闻名，曾参与对位于明斯克州斯马利亚维茨基区的中国-白俄罗斯工业园的反对活动。